# Пушкарёв, Владимир Александрович
Владимир Александрович Пушкарёв (род. 22 февраля 1973 года, Вулканешты, Молдавская ССР, СССР) — российский спортсмен, альпинист, общественный и политический деятель. Сенатор Российской Федерации от исполнительного органа власти Ямало-Ненецкого автономного округа (с 12 сентября 2023 года), член Комитета Совета Федерации по аграрно-продовольственной политике и природопользованию.
Был избран депутатом Государственной Думы Федерального собрания Российской Федерации VII созыва, где был назначен заместителем председателя комитета ГД по региональной политике и проблемам Севера и Дальнего Востока, член фракции «Единая Россия».

## Биография
С 1989 по 1993 год учился в Свердловском художественном училище. В 2010 получил специальность «Менеджмент организации» окончив Российский государственный гуманитарный университет. С 1988 по 1989 год работал в тресте «Ноябрьскнефтеспецстрой» слесарем по ремонту ДСМ. С 1993 по 1994 год работал в Центре детско-юношеского туризма и экскурсий инструктором по маршрутам, с 1994 по 1995 год работал заместителем директора Центра, с 1995 по 1998 год руководитель объединения лыжного туризма, педагог дополнительного образования. С 1998 по 2000 год работал в Ямало-Ненецком окружном музее изобразительных искусств художником-дизайнером. С 2000 по 2001 год работал в муниципальном учреждении «Спортивно-технический клуб» в должности тренера-преподавателя по спортивному туризму.
С 1986 года занимался спортивным альпинизмом. Участвовал в восхождениях и экспедициях, в многочисленных горных походах, как в России, так и за рубежом. С 2001 по 2009 год совершил восхождения на высочайшие вершины Австралии, Антарктиды, Африки, Азии, Европы, Северной и Южной Америки приняв участие в международном проекте «Семь вершин мира». В 2003 года учредил и стал президентом Региональной общественная организации «Федерация спортивного туризма Ямало-ненецкого автономного округа». Параллельно работал с 2001 по 2002 год в муниципальном учреждении "Редакция газеты «Северная Вахта», с 2002 по 2006 год работал в муниципальном учреждении "Издательский дом «Север» в должности художника компьютерной графики, с 2007 по 2008 год работал в Детской юношеской спортивной школе № 2 в должности тренера-преподавателя.
С 2009 по 2014 год работал директором и был совладельцем строительной фирмы «Ямалстройреконструкция» по данным «СПАРК-Интерфакс». С 2012 по 2015 год работал в ООО «Арктическая экологическая экспедиция» в должности директора. С 2014 года работал в НП «Российский центр освоения Арктики» в должности директора.
В сентябре 2016 года баллотировался по спискам партии «Единая Россия» в Госдуму, однако по результатам распределения мандатов в Думу не прошёл. 28 сентября Решением ЦИК РФ Пушкарёву был передан вакантный мандат, с 28 сентября — депутат Государственной думы VII созыва.
18 февраля 2017 года большинством голосов избран президентом «Федерация скалолазания Ямало-Ненецкого автономного округа».
12 сентября 2023 назначен сенатором в Совет Федерации от исполнительного органа Ямало-Ненецкого автономного округа, сменив Елену Зленко.
Является заслуженный путешественником России. Кандидат в мастера спорта по спортивному туризму.
Женат, воспитывает двоих детей.

## Законотворческая деятельность
С 2016 по 2019 год, в течение исполнения полномочий депутата Государственной Думы VII созывов, выступил соавтором 32 законодательных инициатив и поправок к проектам федеральных законов.